# Атанас Божков
 Тази статия е за изкуствоведа.  За други хора с това име вижте Атанас Божков (пояснение).  
Атанас Димитров Божков е български изкуствовед, изследовател на средновековното и съвременно българско изкуство. Преподавал е в Националната художествена академия в София – един от основателите на катедрата по „История и теория на изкуството“ и неин дългогодишен ръководител. Чел е лекции също в Българската консерватория и в Софийския университет. Автор е на повече от 30 книги и над 500 научни студии, статии и рецензии, публикувани в България и в други европейски страни.
Проучвал е миниатюрите от хрониката на Йоан Скилица /XI – XII в./ в Мадридската национална библиотека и на тази тема е защитил в Москва докторска дисертация. Под неговото научно ръководство са изградени специализираните музеи за икони в Криптата на храма-паметник „Св. Александър Невски“ в София, в метоха на гр. Банско и гр. Трявна. Неговите обобщаващи трудове върху религиозното изкуство в България са преведени и издадени в Берлин, Лондон, Майнц, Женева, Букурещ, Реклинхаузен. През 1969 – 1973 г. три негови представителни тома са отпечатани на немски и френски език от издателство „Аурел Бонгерс“ в Реклинхаузен.

## Биография
Атанас Божков е роден в с. Айдиново, дн. Исперихово. Дядо му Атанас Божков загива като доброволец на фронта през Първата световна война, през 1916 г. Баба му Василка е внучка на Васил Петлешков (дъщеря на негова сестра). Баща му е починал рано (през 1937 г.), преди да е навършил тридесет години. Средата, в която израства Атанас Божков, стимулира вярата в общественото признание на изкуството – вяра, която се корени в традициите на нашето Възраждане, когато българските творци схващат своето дело като възвишено средство за просветление и духовно възмогване на народа ни. Още от първите си студентски години (Атанас Божков следва живопис в Художествената академия от 1947 до 1953 г.), свързва възгледите си с творци като Илия Петров, Кирил Цонев и др., които се борят срещу салонния вкус в новото българско изкуство. От същия ранен период датират и първите му опити като художествен критик и историк на изкуството, както и първата му студия за развитието на нашата Художествена академия.
Атанас Божков завършва академията с отличен успех през 1953 г. От 3 октомври 1953 до 21 януари 1958 г. е на работа в Комитета за наука, изкуство и култура като съветник и в Министерството на културата като началник на отдел „Изобразителни изкуства“. От януари 1958 до януари 1961 г. е редовен аспирант към Катедрата по история и теория на изкуството при Московския държавен университет, с научен ръководител големият съветски изкуствовед проф. д-р Алексей Александрович Феодоров-Давидов. На 23 януари 1961 г. защитава в Московския държавен университет своята дисертация „Историческата и баталната живопис в България“ и получава научна степен кандидат на изкуствознанието. От 12 февруари 1961 до 29 април 1962 г. е редактор и член на редколегията на вестник „Народна култура“. През периода април 1961 г. – декември 1964 г. е старши научен сътрудник и научен секретар в Института по изкуствознание при БАН. От 1.12.1964 до 31 март 1966 г. е директор на Националната художествена галерия, а от 1 април 1966 до 31 декември 1971 г. – заместник-председател на Комитета за култура. От 1972 до 1977 г. е на дипломатическа работа в Италия като съветник в българското посолство в Рим и генерален консул на България в Република Сан Марино. През 1974 г. защитава в Художествената академия на СССР (Институт по история на изкуството) докторска дисертация на тема: „Миниатюри от Мадридския ръкопис на Йоан Скилица“ и получава научната степен доктор на изкуствознанието. От 1970 г. Атанас Божков е професор по история на изкуството в Художествената академия в София, а от 19 октомври 1971 г. – завеждащ Катедрата по история на изкуството към Академията. През 1961 – 1970 г. преподава в Софийската консерватория, а през 1980 – 1986 г. чете лекции и ръководи специализирани курсове по всеобща история на изкуството в Софийския университет (Исторически факултет).
През неговите курсове са преминали повече от петнадесет випуска изкуствоведи, голяма част от които са лични ученици на проф. Божков. И още двадесет и три випуска художници, които са слушали лекции по история на българското изкуство при него. Участвал е в стотици предавания по телевизията за българското и световното изкуство. Под неговото административно и научно ръководство завършва подготвителната работа и се открива филиалът на Националната художествена галерия за старобългарско изкуство в криптата на храма-паметник „Св. Александър Невски“. Пак под негово научно ръководство по-късно се извършва цялата дейност по откриването на музеите на българската икона в Трявна и Банско.
Като съветник в българското посолство в Рим и генерален консул на България в Република Сан Марино, Атанас Божков има огромни заслуги за осъществяването на много ценни за българската култура и за нейното утвърждаване в Европа инициативи: поставянето на голямо мозаично пано от българските художници Стоян Куюмджиев и Йордан Спиров срещу гроба на Св. Кирил Философ в базиликата „Сан Клементе“ в Рим, откриването на гроба на Петър Парчевич и поставянето на мемориален релеф над него в църквата „Сант Андреа делле Фрате“, поставянето на скулптурна композиция „Св. св. Кирил и Методий“ в двора на българското посолство (както и купуването на самата нова сграда на посолството) и на други паметни знаци. Много съществен е приносът му за издирването на картини на големия български живописец, живял в Италия, Борис Георгиев, и за връщането им в родината, за изтъкването на големите заслуги към българската култура на световноизвестния певец Борис Христов и т.н.
Значението на делото на Атанас Божков като активен строител на съвременната ни култура се измерва с приносите му като извънредно продуктивен изследовател, проникновен художествен критик и голям изкуствовед – историк на изкуството. Това означава над тридесет издадени книги и около петстотин публикувани научни и научнопопулярни статии. Част от тези трудове са издадени в чужбина (Испания, Швейцария, Англия, Германия, Чехословакия, Франция, Русия, Индия, Румъния, Унгария, Полша, Япония). Шест от неговите книги са публикувани на чужди езици и в България.
Особено последователен е интересът на проф. Атанас Божков към българското художествено наследство от средните векове и Възраждането, и най-вече към онези факти и явления от културното ни развитие, които са били слабо проучени, неизвестни или останали в сянка, а всъщност имат решаващо значение за приноса ни в европейската цивилизация. Мястото и значението на средновековното и възрожденското българско изкуство на фона на европейските културни процеси – ето един от основните проблеми, които неизменно стоят пред учения Атанас Божков.
В различни периоди от живота си Атанас Божков е проучвал паметници и художествени ценности, съхранявани в музеите и архивите на Мадрид, Сиена, Рим, Флоренция, Венеция, Москва и Петербург, Ню Йорк и Вашингтон, Атина и Букурещ, Делхи, Прага и Пекин. Докторската дисертация на проф. Атанас Божков е посветена на миниатюрите на един много ценен византийски ръкопис-хрониката на византийския писател Йоан Скилица, съхранявана в Националната библиотека в Мадрид. Част от тези миниатюри, които преди изследването на Атанас Божков са обнародвани само в едно труднодостъпно издание на испанския историк Себастиан Сирак-Естопанян, се отнасят до важни епизоди от българската история и по-точно – до важни аспекти на взаимоотношенията между България и Византия. Тяхното идентифициране, изследване, обясняване и възпроизвеждане във великолепни цветни репродукции е заслуга на Атанас Божков („Миниатюри от Мадридския ръкопис на Йоан Скилица“. С., 1972), както и датирането на миниатюрите от втората половина на XII в., което по-късно е потвърдено от изследванията на специалисти по византийска палеография.
Десет години по-късно, в съавторство с неуморния изследовател на старините проф. Асен Василиев, Атанас Божков издава книгата „Художественото наследство на манастира Зограф“ (С., 1981). Това е първото и единствено изследване, в което се разглеждат комплексно широк кръг от въпроси, свързани с художествените паметници (архитектура, стенописи, иконопис, миниатюра, приложни изкуства) в светогорските манастири „Зограф“ и отчасти „Хилендар“ и с общото влияние на Атон върху художествените процеси в България през XV-XIX в.
Личният архивен фонд 1427  на проф. Божков се съхранява в Държавен архив – Пазарджик.